# Caduta degli angeli ribelli

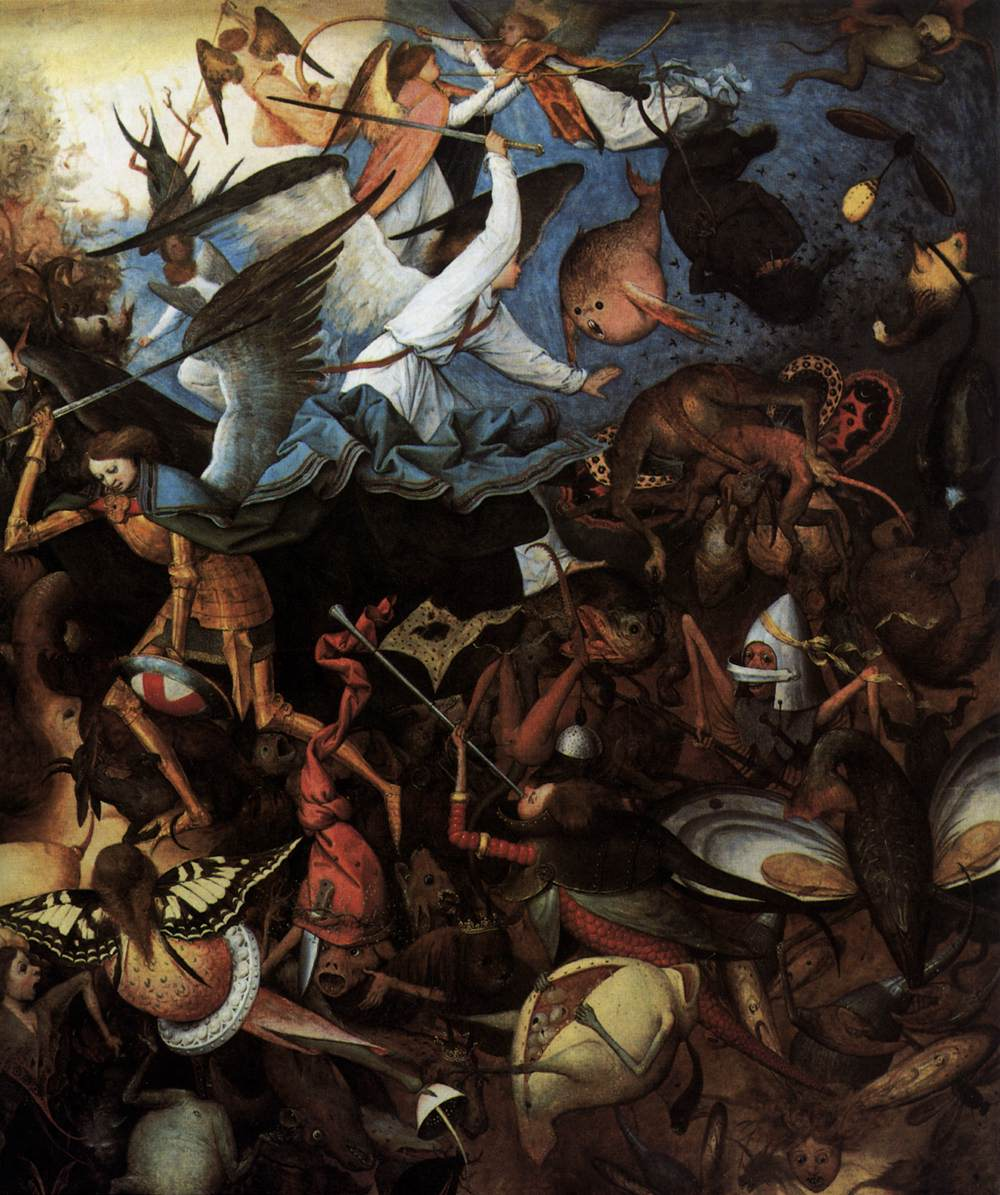
Dettaglio

La Caduta degli angeli ribelli è un dipinto a olio su tavola (117x162 cm) di Pieter Bruegel il Vecchio, datato 1562 e conservato nel Museo reale delle belle arti del Belgio di Bruxelles. È firmato "M.D.LXI BRVEGEL".

## Storia
L'opera si trovava nella collezione Stappaerts quando venne ceduta, nel 1846, al museo di Bruxelles. Attribuita allora a Bruegel il Giovane, venne fatto il nome anche di Bosch prima di scoprire, sotto la cornice, la firma originale e la datazione.
Con Margherita la pazza e il Trionfo della Morte, fu probabilmente dipinta per un medesimo committente e destinata a formare una serie.

## Descrizione e stile
Dalla luce divina del paradiso, che disegna un semicerchio chiarissimo nella metà superiore del dipinto, le schiere celesti si lanciano per sconfiggere il male, rappresentato dagli angeli ribelli che, precipitando verso l'Inferno, si trasformano in orribili mostri. Al centro della scena Michele Arcangelo, con l'armatura, lo scudo crociato e la spada, si scaglia contro il drago dell'Apocalisse, il mostro capovolto che, travolto dalla sferzata dell'arcangelo, precipita arrivando a sfiorare con le sue teste coronate il bordo inferiore della tavola.
La mostruosità morale dei demoni si riflette in tutta la loro deformità fisica, ottenuta fondendo con estrema fantasia pezzi fuori scala di vari esseri: rettili, insetti, molluschi, anfibi, mammiferi, vegetali. Ma se per Bosch i mostri sono sempre protagonisti secondari, Bruegel li mette in risalto. Spicca al centro una figura con ali di farfalla, che copre addirittura il mostro apocalittico: forse, visto anche il suo volo in risalita, si tratta di un'allusione a come anche il peccato possa essere attraente.
La distinzione tra paradiso e inferno è qui resa anche coloristicamente, con la contrapposizione luce/ombra. Grande attenzione è riservata alla resa dei dettagli e dei vari materiale, dalle setose vesti degli angeli, alle lucide squame dei demoni.
Bruegel attinse dunque al repertorio boschiano, dimostrando di conoscerlo bene, ma lo utilizzò per comporre un messaggio figurativo diverso, più razionale e moderno nella disposizione sulla superficie della tavola.

## Altre immagini

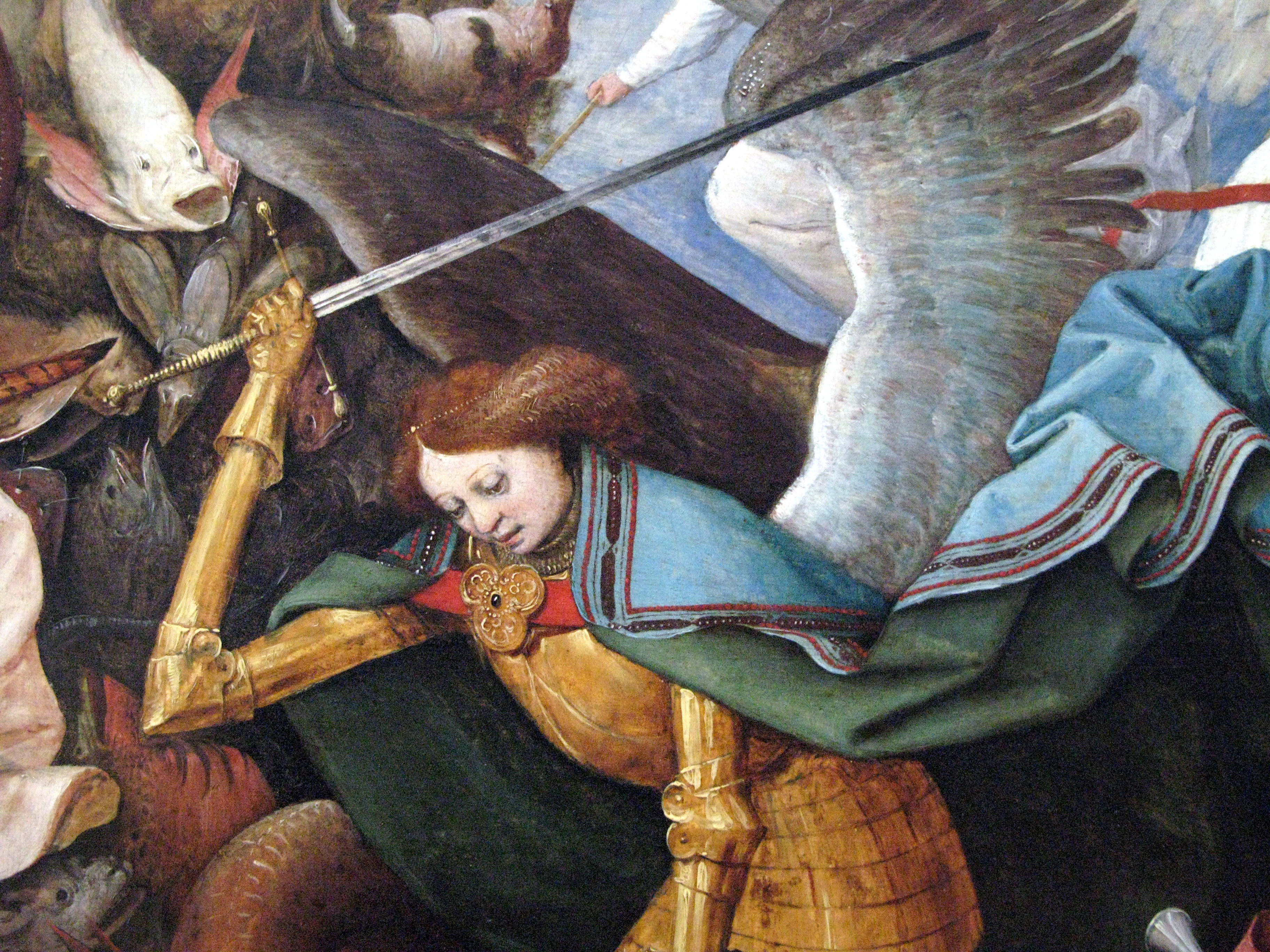
Arcangelo Michele
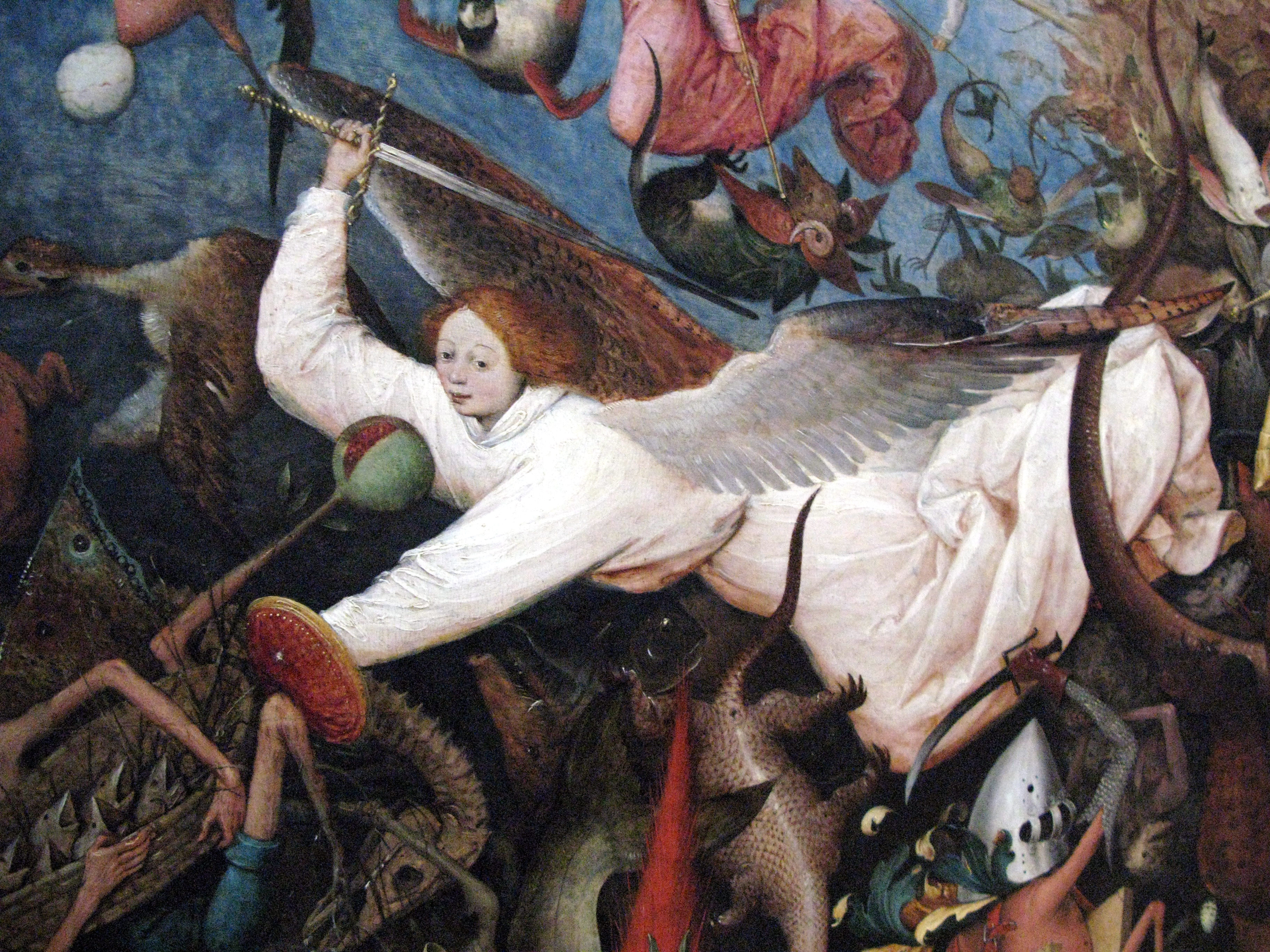
Angelo del bene
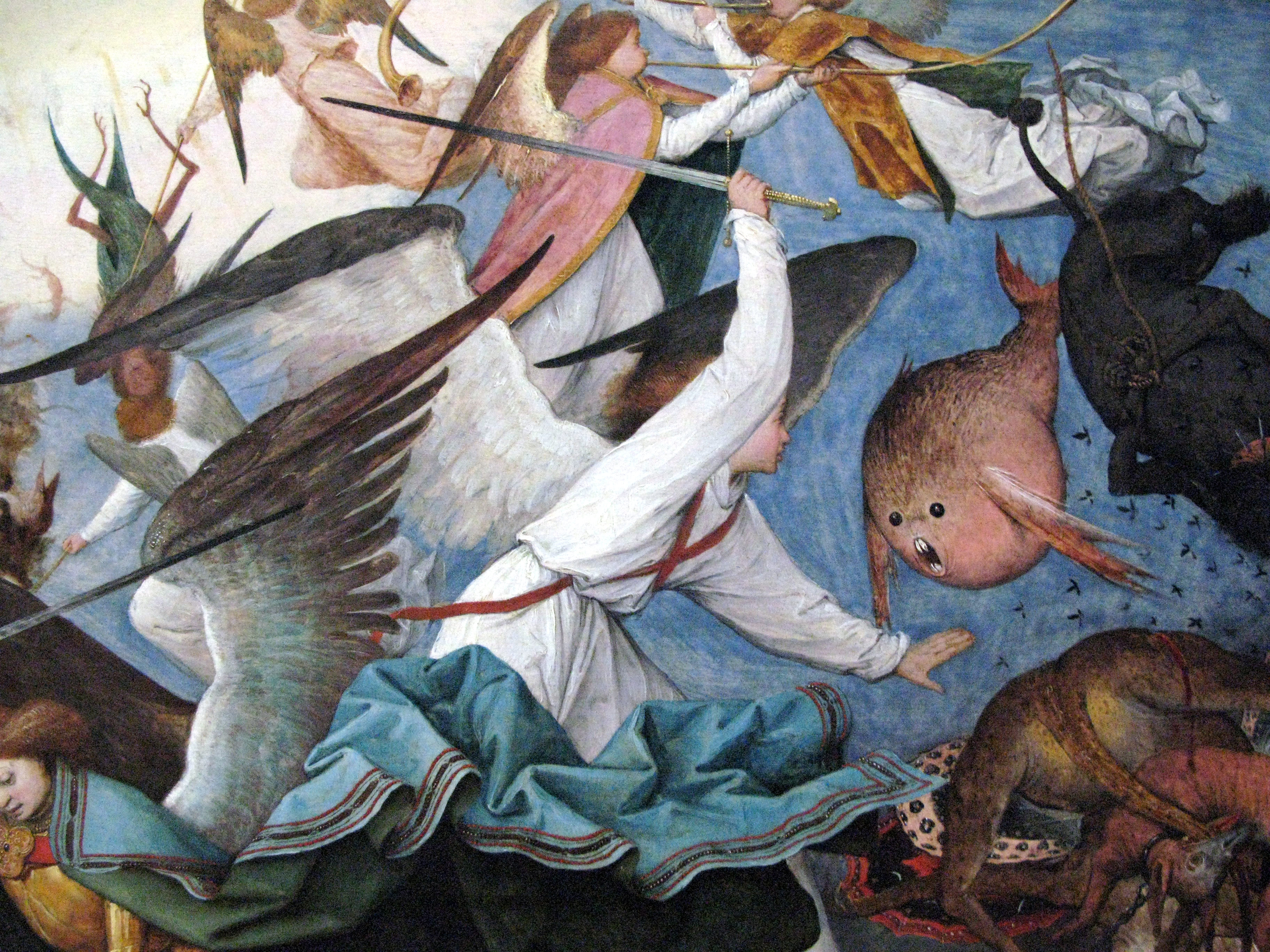
Lotta tra angeli e demoni
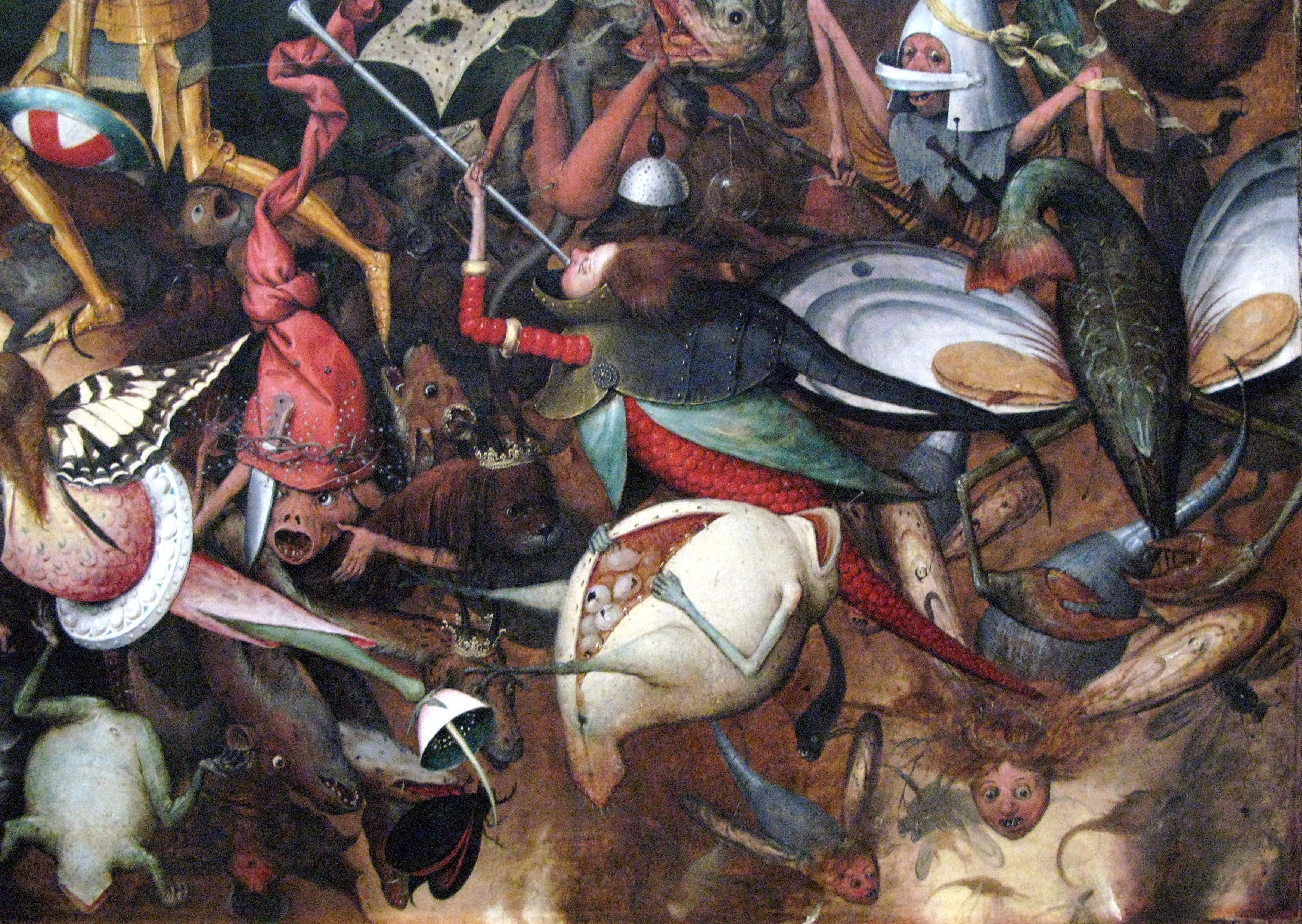
Groviglio di demoni